# Адиль Герай
Ади́ль Гера́й (Гире́й) (крым. Adil Geray, عادل كراى‎; 1617—1672), Адель-гирей — великий хан Тартарий Крымской, Ногайской, Перекопской, в 1666—1671 годах. 
Известен также как Адиль Чобан-Герай и Чул-Болду. Адиль Герай — единственный из ханов Крыма, принадлежавший к Чобан-Гераям — побочной ветви рода Гераев (Гиреев).

## Биография
Отец Адиля, Девлет-Чобан-Герай (Мустафа), был незаконнорождённым сыном Фетиха I Герая (причём сам Фетих своё отцовство категорически отрицал). Однако Мехмед III Герай признал Мустафу членом ханского рода, дал ему новое имя Девлет Герай и сделал нурэддином. Дети Мустафы, названные при рождении Кул-Болду и Чул-Болду, стали именоваться Фетихом Гераем и Адилем Гераем соответственно. Нурэддин Девлет Герай (1623—1625) погиб в бою с турками в 1625 году. Старший брат Адиля Герая, Фетих Герай, был нурэддином в 1641-1644 годах при хане Мехмеде IV Герае.
Когда османский султан весной 1666 года назначил Адиля Герая новым крымским ханом, многие члены правящего рода были возмущены, ибо далеко не все признали Мустафу и его детей законными членами династии Гераев. Адиль Герай назначил калга-султаном своего племянника Девлета Герая, старшего сына Фетиха Герая, а нурэддином — другого племянника Гази Герая, младшего сына Фетиха Герая.
Взойдя на престол, Адиль Герай вступил в конфликт со знатью, обложив её высокими налогами, что привело к вооружённому мятежу рода Ширин. Чтобы подавить волнения, хану пришлось обратиться за помощью к туркам.
Адиль Герай вёл переговоры с запорожским гетманом Петром Суховеем о возможном союзе против Османской империи и Речи Посполитой. Хан должен был помочь гетману в войне с Польшей, а запорожцы в свою очередь оказать Крыму помощь в свержении зависимости от Турции. Однако проект так и остался неосуществлённым.
В 1671 году Адиль Герай был отстранён от трона османским султаном и отправлен в город Карын-Абад (современный Карнобат в Болгарии), где и скончался в следующем году.